# The Lucifer Principle
The Lucifer Principle est un groupe néerlandais de death metal, originaire d'Apeldoorn. Le groupe sort son premier album Pitch Black Dawn en 2007. Le groupe a utilisé la contrebasse sur ses albums studio et lors de ses concerts, jusqu'au départ du bassiste Michael Grunwald en 2010.

## Histoire
The Lucifer Principle est formé en 2004 et son nom s'inspire de l'ouvrage homonyme de Howard Bloom. Ils enregistrent deux démos — Burn! et Flamethrower — publiées l'année suivante en 2005, et très bien accueillies par la presse spécialisée.
Le groupe sort son premier album studio, Pitch Black Dawn, chez Precious Metal Enterprises en 2007, avec une pochette réalisée par Sieger Miedema. L'album, qui fait connaître le groupe du grand public, fait participer le chanteur Henry Sattler du groupe God Dethroned. Après la sortie de l'album, le groupe multiplie les concerts. En février 2008, ils sont confirmés pour le Dokk'em Open-Air Festival aux côtés de Tankard et Izegrim, entre autres. En mars 2008, le groupe est annoncé pour le concert de charité Battle Against Cancer II qui prendra place le 20 septembre 2008 au De Groene Engel in Oss, en Hollande, avec notamment le groupe portugais Ciborium.
Le groupe signe avec le label Apache Productions, et annonce la sortie de son deuxième album, Welcome to Bloodshed pour mai 2009, distribué par Suburban Distribution, et dont la pochette est de nouveau réalisée par Miedema. Pour cette occasion, ils organisent une release party le 16 mai 2009 à Apeldoorn. Un clip pour le morceau The Burial est tourné et publié en décembre 2009. En février 2010, le groupe se sépare de son bassiste Michael Grunwald, qu'il remplace par Sander Keuls arguant que « Sander est le visage même du death 'n' roll, [et] on ne pouvait pas trouver meilleur remplaçant. » En avril 2010, ils entrent en studio pour enregistrer les morceaux The Loss, King of None et Megaton. 
Un troisième album est annoncé en 2012 et joue en première partie de Sepultura, mais le groupe entame une période d'inactivité par la suite jusqu'en 2017. En 2018, le groupe annonce le départ de son guitariste Giedo van de Graaf, qui est remplacé par Hein Willekens. Giedo van de Graaf reviendra au sein du groupe en 2020.

## Membres

### Membres actuels
- Erik « Earik » Mensinga — chant (depuis 2004)
- Thomas De Bruin — guitare (depuis 2004)
- Mikhail Kulagin — batterie (depuis 2006)
- Sander Keuls — basse (depuis 2010)
- Giedo van de Graaf — guitare (2004-2018, depuis 2020)

### Anciens membres
- Michael Grunwald — contrebasse (2004–2010)
- William Hendriks — batterie (2004-2006)
- Hein Willekens — guitare (2018–2020)

## Discographie
- 2005 : Burn! (démo)
- 2005 :  Flamethrower (démo)
- 2007 : Pitch Black Dawn (Precious Metal Enterprises)
- 2009 : Welcome to Bloodshed (Apache)
- 2017 : Play Dead